# Liste der portugiesischen Botschafter in Kenia
Die Liste der portugiesischen Botschafter in Kenia listet die Botschafter der Republik Portugal in Kenia auf. Die beiden Staaten unterhalten seit 1977 direkte diplomatische Beziehungen.
Portugal eröffnete seine Botschaft in der kenianischen Hauptstadt Nairobi 1982 und schloss sie 2012 wieder. Danach war der portugiesische Vertreter in der äthiopischen Hauptstadt Addis Abeba auch für Kenia zuständig, bis 2018 die Botschaft in Nairobi wieder eröffnet wurde.
In Mombasa und Nairobi bestehen zwei portugiesische Honorarkonsulate.

## Missionschefs
| Name                                         | Bild     | Amtszeit                              | Anmerkungen                                                                                     |
| Portugal                                     | Portugal | Portugal                              | Portugal                                                                                        |
| -------------------------------------------- | -------- | ------------------------------------- | ----------------------------------------------------------------------------------------------- |
| Afonso de Castro de Sá Pereira e Vasconcelos |          | 23. September 1982 –26. Februar 1989  | Erster Botschafter Portugals in Kenia; bereits seit dem 15. September 1982 Leiter der Botschaft |
| Paulo Couto Barbosa                          |          | 2. Mai 1989 –17. Juli 1994            | bereits seit dem 16. März 1989 Leiter der Botschaft                                             |
| José Caetano de Campos Andrade Costa Pereira |          | 13. September 1994 –29. November 1998 | bereits seit dem 31. August 1994 Leiter der Botschaft;                                          |
| José Manuel de Carvalho Lameiras             |          | 18. Mai 1999 –17. September 2002      | bereits seit dem 3. Mai 1995 Leiter der Botschaft                                               |
| Júlio Francisco de Sales Mascarenhas         |          | 17. November 2002 –7. November 2005   |                                                                                                 |
| Luis João de Sousa Lorvão                    |          | 19. November 2005 –3. Oktober 2010    |                                                                                                 |
| Alexandre Maria Lindim Vassalo               |          | 14. Januar 2011 –29. Februar 2012     | vorerst letzter Botschafter Portugals mit Amtssitz in Kenia                                     |
| Afonso Henriques Abreu de Azeredo Malheiro   |          | 21. April 2016 –15. Dezember 2017     | Portugals Botschafter in Äthiopien, zu dessen Amtsbezirk Kenia nun gehörte                      |
| Luísa Maria Machado da Palma Fragoso         |          | seit dem 18. Mai 2018                 | Geschäftsträgerin an der wiedereröffneten Botschaft in Nairobi                                  |